# Ram Nath Kovind
Ram Nath Kovind (hindi राम नाथ कोविन्द,  ur. 1 października 1945 we wsi Paraunkh) – indyjski prawnik i polityk, od 25 lipca 2017 do 25 lipca 2022 prezydent Indii.

## Życiorys
Wywodzi się z kasty pariasów. Ukończył studia na Kanpur University. Z zawodu jest adwokatem. Jako prawnik reprezentował rząd federalny przy Wysokim Sądzie w Delhi (1977–1979) i Sądzie Najwyższym (1982–1984). W latach 1994–2006 zasiadał w indyjskim parlamencie. W latach 2015–2017 był gubernatorem stanu Bihar.
Był jednym z liderów Indyjskiej Partii Ludowej, nominację na urząd prezydenta uzyskał z ramienia Narodowego Sojuszu Demokratycznego.
Urząd prezydenta Indii objął 25 lipca 2017, zastępując Pranaba Mukherjee.

## Życie prywatne
Jest żonaty od 1974, ma dwójkę dzieci: syna i córkę.

## Odznaczenia
- Wielki Order Króla Tomisława (Chorwacja, 2019)[5]